# Perché sorridere?!
Perché sorridere?! è il secondo album della band italiana Devocka, pubblicato dall'etichetta indipendente Nagual/Nomadism Records e distribuito da Masterpiece/Audioglobe il 5 giugno 2009.

## Il disco
Il secondo disco della band è stato registrato presso il Natural Head Quarter di Ferrara da Giulio Favero già produttore de Il Teatro degli Orrori, One Dimensional Man, Red Worms' Farm, Valentina Dorme, The Death Of Anna Karina e altri, e Manuele Fusaroli (Bugo, Nada, Le Luci della Centrale Elettrica, Giorgio Canali, Tre Allegri Ragazzi Morti, Zen Circus e altri). Lo stesso è stato masterizzato da Gigi Battistini.

## Tracce
1. Piero
2. Corri
3. Umor vitreo
4. Perché sorridere?
5. Ventre
6. Pane
7. Medved'
8. Altre 100 volte
9. Lab
10. Software
11. Reazione/azione

## Formazione
- Fabio Igor Tosi - voce, chitarra, sintetizzatore
- Francesco Bonini - basso
- Ivan Mantovani - batteria
- Matteo Guandalini - chitarra

### Ospiti
- Giulio Favero - chitarra in "Perché sorridere?" e "Pane"
- Fed Nance - chitarra in "Corri" e "Piero"
- Samboela - sintetizzatore in Altre 100 volte